# 協和醱酵硬式野球部
協和発酵硬式野球部（きょうわはっこうこうしきやきゅうぶ）は、山口県防府市に本拠地を置き、日本野球連盟に加盟していた社会人野球の企業チームである。
運営母体は、総合バイオメーカーの協和醱酵工業。

## 概要
1950年、協和醱酵工業の防府工場が監督・選手13人で『協和発酵硬式野球部』として設立。
1963年には会社の業績悪化から休部となり対外試合も禁止となったため、主力選手8人が他チームに移籍した。1965年には休部が解除され、1975年には都市対抗野球、1976年には日本選手権にそれぞれ初めて出場した。
その後は、津田恒美を擁して1979年に日本選手権でベスト4、1981年も日本選手権でベスト8に進出を果たした。
1997年からは午後3時開始だった練習時間を昼からに拡大し、さらに九州六大学や東京六大学から積極的に選手を獲得して、2000年にはJABA徳山大会で初優勝を果たした。
2000年、2001年には2年連続で日本選手権にも出場したが、景気低迷にともなう会社の業績不振から、2002年6月10日に同年限りでの廃部が発表された。最後の都市対抗野球は11年ぶりに本大会出場を果たし、9月の社会人野球中国予選をもって活動を終えた。その年のドラフトで、上本達之が西武から6位指名を受けた。

## 沿革
- 1949年 - 協和醱酵工業の軟式野球部が硬式野球部に活動変更
- 1950年 - 『協和発酵硬式野球部』として正式に発足
- 1961年 - 日本産業対抗野球大会に初出場
- 1963年 - 休部
- 1965年 - 休部解除
- 1975年 - 都市対抗野球大会に初出場
- 1976年 - 社会人野球日本選手権大会に初出場
- 1979年 - 社会人野球日本選手権大会でベスト4に進出
- 2000年 - JABA徳山大会初優勝
- 2002年 - 廃部

## 主要大会の出場歴・最高成績
- 都市対抗野球大会 - 出場3回
- 日本産業対抗野球大会 - 出場1回
- 社会人野球日本選手権大会 - 出場6回
- JABA徳山大会 - 優勝1回（2000年）

## 出身プロ野球選手
- 竹屋三郎（投手） - 1962年に中日ドラゴンズに入団
- 藤井信行（外野手） - 1969年ドラフト6位でロッテオリオンズに入団
- 西田隆広（内野手） - 1974年ドラフト2位で太平洋クラブライオンズに入団
- 塩月勝義（投手） - 1974年ドラフト4位で読売ジャイアンツに入団
- 松崎泰治（内野手） - 1976年ドラフト2位でヤクルトスワローズに入団
- 津田恒美（投手） - 1981年ドラフト1位で広島東洋カープに入団
- 上本達之（捕手） - 2002年ドラフト6位で西武ライオンズに入団